# Three Villages

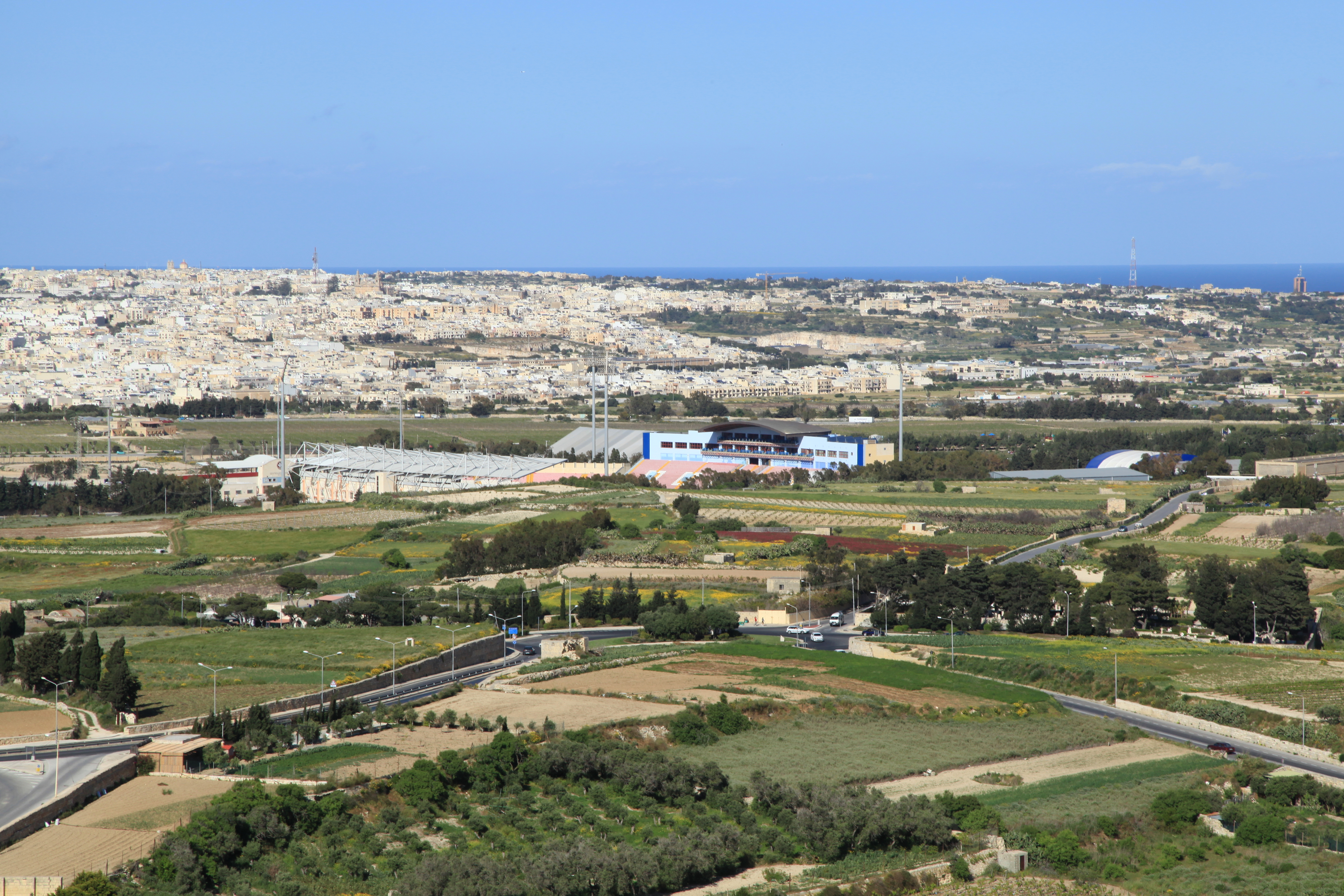
Widok na Attard i okoliczne tereny z murów Mdiny.

Three Villages (pol. Trzy wsie) – potoczne określenie zespołu trzech sąsiadujących ze sobą dawnych wsi na Malcie: Attardu, Balzanu oraz Liji, zlokalizowanych w geograficznym środku wyspy Malta.
W niektórych miejscach granica między nimi przebiega środkiem ulicy. Wsie te mają również bardzo zbliżoną wielkość, wygląd oraz wiek. Podczas rządów Zakonu św. Jana były popularnym miejscem pod budowę wiejskich rezydencji i domków myśliwskich, z których wiele miało formę dużych pałaców, jako symbol szlachectwa, a w niektórych przypadkach nawet zwierzchnictwa nad resztą społeczeństwa maltańskiego.
W latach 1993–2014 populacja Attard i Liji wzrosła, podczas gdy w Balzan zmniejszyła się, a średnia wieku mieszkańców wzrosła.

Attard
Balzan
Lija